# 朱善事
朱善事（越南语：／；1882年—？年），越南阮朝官員。

## 生平
朱善事是乂安省演州府東城縣黃場總黃場社隆恩中村（今属乂安省演州縣演場社）人，嗣德三十五年（1882年）出生。成泰十五年（1903年），參加乂安場鄉試，考中舉人。啟定元年（1916年），會試中格，庭試考中副榜。後任清化經歷。